# Archigenes (läkare)
Archigenes var en grekisk syrisk läkare i Rom under Trajanus tid, det vill säga under första århundradet.
Archigenes tillhörde den pneumatiska skolan och formulerade teorier om pulsen och smärtförnimmelserna, och var även en för sin tid framstående patolog. Mest betydande var hans läkemedelslära, i vilken undergörande amuletter spelade en viktig roll.